# إدوارد إيفرت هولاند
إدوارد إيفرت هولاند (بالإنجليزية: Edward Everett Holland) هو محامي وسياسي أمريكي، ولد في 26 فبراير 1861 في الولايات المتحدة، وتوفي في 23 أكتوبر 1941 في الولايات المتحدة. حزبياً، نشط في الحزب الديمقراطي. وقد انتخب عضو مجلس نواب الولايات المتحدة عن ولاية فرجينيا وانتخب عضو مجلس ولاية فرجينيا وانتخب عضو مجلس النواب الأمريكي.